# Borromeo
Los Borromeo, originarios de San Miniato en Toscana, son una importante familia de la nobleza milanesa, todavía floreciente y numerosa, que durante siglos ejerció una fuerte influencia en la ciudad de Milán y en las comarcas vecinas al lago Maggiore (el llamado "Estado Borromeo").
Entre los miembros más famosos de la familia podemos mencionar al cardenal Carlos Borromeo, venerado como santo por la Iglesia católica, y al cardenal Federico Borromeo, inmortalizado por Alessandro Manzoni en la novela I Promessi Sposi.

## Orígenes e historia
Las noticias sobre la familia se remontan a finales del siglo XIII. Procedentes de los alrededores de Roma, se mudaron a San Miniato al Tedesco (en la actual provincia de Pisa), donde tomaron el nombre de 'Buon Romei', como llamaban a todos los que venían de la ciudad, aunque no eran peregrinos. La fortuna económica golpeó inmediatamente a la familia y, gracias a una astuta política matrimonial (Filippo Buonromei de hecho se casó con Talda, hermana de Beatrice di Tenda, esposa de Facino Cane y, más tarde, de Filippo Maria Visconti), ganaron el apoyo de la poderosa familia Visconti.
Debido a las luchas entre Florencia y las guarniciones gibelinas en Toscana, alrededor de los años sesenta y setenta del siglo XIV, la familia Borromeo se mudó a Milán y Padua para administrar la actividad económica predominante, la de los banqueros. En Padua se celebra el matrimonio entre Margherita Borromeo y Giacomo Vitaliani, un rico exponente de la familia Vitaliani que se jactó, aunque sin pruebas históricamente aceptables, de descender de Santa Giustina de Padua, santa martirizada bajo Diocleciano. A la muerte de Giacomo, quien había despilfarrado el patrimonio familiar, su hijo Vitaliano Vitaliani sería adoptado por su tío materno, Giovanni Borromeo, sin hijos, con la obligación de asumir el apellido. Por lo tanto Vitaliano se convirtió en el fundador de la famosa familia milanesa, bajo el nombre de Vitaliano.

## El "Estado Borromeo"
El conjunto de tierras pertenecientes al rey de los longobardos Desiderio, luego al emperador Federico Barbarroja, situado alrededor del lago Maggiore, formaron parte, entre los siglos XIV y XV, del vasto "Estado de Borromeo". Más de mil kilómetros cuadrados, con Arona y Angera, plazas del conde y marqués. Se dividió en diez participaciones : Mergozzo, Omegna, Vogogna, Val Vigezzo, Cannobio, Intra, Laveno, Lesa, Angera y Arona. El alcalde de Arona fue el Adjunto comitale también para la función judicial, ya que la propiedad no borromaiche dependía de la justicia ordinaria de Novara y Milán. El territorio, que se le había confiado préstamo de Barbarroja y después por Federico II en los señores feudales locales, estaba escasamente poblada, pero permitido por el maestro de control de la navegación interior, fue cedido a Arona.
Ubicado en el extremo noroccidental del ducado de Milán y en la frontera con Suiza, obtuvo un papel estratégico decisivo debido a la gran cantidad de sitios fortificados, la disponibilidad de un ejército local y al apoyo de la aristocracia local. El gran feudo tuvo una larga vida y solo la ocupación napoleónica en 1797 logró desmantelarlo. Sin embargo, la familia Borromeo mantuvo sus activos inmobiliarios.

## La suerte del borromeo
Vitaliano I Borromeo continuó con el comercio de su tío abriendo dos nuevas sucursales del banco en Burgos y en Barcelona y en 1416 adquirió la ciudadanía milanesa al ser creado en 1418 tesorero del Ducado de Milán. Vitaliano, en 1432, fortificó su palacio fuera de la ciudad (el actual castillo de Peschiera Borromeo ) y entre 1439 y 1440, el duque de Milán, Filippo Maria Visconti, le concedió varias disputas, incluida la de Arona el Lago Maggiore, en el que, en 1445, se le concedió el título de conde. También ganó el favor de Francesco Sforza, quien le dio otros feudos, incluido el de Angera en 1449.
Otras grandes figuras familiares descendieron de Vitaliano I.
- Giovanni I "Il Giusto" (1439-1495), fue el vencedor en Crevoladossola de los suizos y vallesanos en la batalla en el puente de Crevola el 28 de abril de 1487. También son recordados los tres hijos de Giovanni I : Lancillotto Borromeo (m. 1513), senador de Luis XII de Francia, y Ludovico I (m. 1527), quienes en el castillo de la Vitaliana, hecho por él, resistieron el asalto de los Sforza y Giberto I, también dignatario del rey francés.
  - De los hijos de Ludovico, Camillo I Borromeo (m. 1549), fue gobernador de Como y luego de Pavia.
    - De los hijos de Camillo I Borromeo, Giovanni Battista I Borromeo fue señor de Cannobio y se casó con Giulia Sanseverino.

- Los hijos de Federico I fueron: Giberto II Borromeo (m. 1558), gobernador del lago Maggiore y Julio César I (1517-1572).
  - Hijos de Giberto II: san Carlo Borromeo y Federico II Borromeo (d. 1562).
  - De los hijos de Julio César I, estuvieron Renato I Borromeo (m. 1608) y el cardenal Federigo Borromeo (Federigo III), un hombre de la iglesia de Manzoni que recordó el destino de Milán y subrayó su vida política y cultural, reiterando la obra del primo Carlo.
    - Entre los hijos de Renato I y Ersilia Farnese estaban Julio César  II Borromeo (m. 1638), un hombre de guerra válido, y Carlo III Borromeo (1586-1652), quien fue el primer creador de la transformación de Isola Bella en el lago Maggiore.
      - Entre los hijos de Julio César II, para recordar al cardenal Federico IV Borromeo (1617-1673).
      - Los herederos de Carlos III fueron el cardenal Giberto Borromeo (Giberto III Borromeo, 1615-1672), Renato II Borromeo (fallecido en 1685), esposo de Giulia Arese (de ahí el doble apellido Borromeo-Arese) y Vitaliano VI Borromeo (m 1690), este último autor de las principales transformaciones de la Isola Bella .
        - Entre los hijos de Renato II y Giulia Arese estaban Carlo IV Borromeo (o Borromeo-Arese) (fallecido en 1734), quien se convirtió en virrey de Nápoles, y se casó con dos parientes de papas; luego Giberto IV Borromeo (1671-1740), cardenal y obispo-conde de Novara.
          - Entre los hijos de Carlos IV estaban Giovanni Benedetto Borromeo (fall. 1744), esposo de Clelia Grillo , Federico VI (m. 1779).
            - Entre los hijos de Giovanni Benedetto se puede mencionar a Renato III (fall. 1788), Francesco IV (fall. 1775) y al cardenal Vitaliano Borromeo (1720-1793).
              - Entre los hijos de Renato III estaban Giberto V (fall. 1837), último señor feudal con su esposa la condesa Cusani, después de la ocupación francesa.
                - Entre los hijos de Giberto V, estaban el cardenal Renato V, Vitaliano VIII (fallecido en 1874), un erudito y un hombre de cultura, y también conocido por sus actividades patrióticas. El último Borromeo recibió otras innovaciones en el edificio Isola Bella.
                  - Entre los hijos de Vitaliano VIII estuvieron el cardenal Edoardo Borromeo, Giberto VI Borromeo ( fallecido en 1844), Guido Borromeo (1818-1890), senador del Reino de Italia, Emilio Borromeo.

Giberto VII (1859-1941), cuya consorte fue Rosanna Leonardi, recibió la nominación de primer Príncipe de Angera por parte del rey Vittorio Emanuele III con Real Decreto motu proprio del 21 de diciembre de 1916 y Patentes Reales (1 de marzo de 1917).
En la actualidad, la familia estaba representada por Giberto Borromeo Arese, quien falleció el 16 de febrero de 2015, y ahora por su hijo mayor, Vitaliano Borromeo Arese, que le sucedió.
| Retrato | Nombre                       | Nacido                   | Creado Cardenal                                    | Muerte                   | Notas |
|         | Carlos Borromeo              | 2 de octubre de 1538     | 31 de enero de 1560 por el papa Pio IV             | 3 de noviembre de 1584   | El 1.º de noviembre de 1610 Carlos es canonizado y venerado como santo (San Carlos) por la Iglesia Católica. |
|         | Federico Borromeo il Vecchio | 18 de agosto de 1564     | 18 de diciembre de 1587 por el papa Sisto V        | 21 de septiembre de 1631 | |
|         | Giberto III Borromeo         | 28 de septiembre de 1615 | 19 de febrero de 1652 por el papa Innocenzo X      | 6 de enero de 1672       | |
|         | Federico Borromeo il Giovane | 29 de mayo de 1617       | 22 de diciembre de 1670 por el papa Clemente X     | 18 de febrero de 1673    | |
|         | Giberto Borromeo             | 12 de septiembre de 1671 | 15 de marzo de 1717 por el papa Clemente XI        | 22 de enero de 1740      | |
|         | Vitaliano Borromeo           | 3 de marzo de 1720       | 26 de septiembre de 1766 por el papa Clemente XIII | 7 de junio de1793        | |
|         | Eduardo Borromeo             | 3 de agosto de 1822      | 13 de marzo de 1868 por el papa Pio IX (es beato)  | 30 de noviembre de 1881  | |

## Castillos, palacios y villas de la familia Borromeo
| Imagen | Edificio                            | Localidad                            | Construcción       | Comitente                                  | Notas |
|        | Castello Borromeo                   | Camairago, Lombardía                 |                    |                                            | |
|        | Castello Borromeo                   | Cassano d'Adda, Lombardía            |                    |                                            | |
|        | Castello Borromeo                   | Corneliano Bertario, Lombardía       |                    |                                            | |
|        | Castello Borromeo                   | Origgio, Lombardía                   |                    |                                            | |
|        | Castello Borromeo                   | Peschiera Borromeo, Lombardía        |                    |                                            | El castillo está circundado por un amplio foso. |
|        | Palazzo Arese Borromeo              | Cesano Maderno, Lombardía            | 1626-ca. 1670      | Bartolomeo III Arese                       | El edificio sirve como sede de la Universidad de San Raffaele - Facultad de Filosofía. |
|        | Palazzo Borromeo                    | Isola Bella, Lago Maggiore, Piamonte | 1632-1652          | Carlo III Borromeo                         | En la actualidad el edificio se utiliza como museo. |
|        | Palazzo Borromeo d'Adda             | Milano, Lombardía                    | siglo XVIII        | Febo d'Adda                                | |
|        | Palazzo Gabrielli-Borromeo          | Roma, Lacio                          | siglo XVI          | Girolamo Gabrielli de los condes de Gubbio | Desde 1930 es la sede del actual Colegio San Roberto Bellarmino de la Provincia Romana de la Compañía de Jesús. |
|        | Rocca di Angera                     | Angera, Lombardía                    | Siglos XI-XVII     | Familia Visconti y familia Borromeo        | La fortaleza aún pertenece a la familia Borromeo y también alberga el Museo de la Muñeca, fundado en 1988 por la princesa Bona Borromeo Arese. |
|        | Villa Borromeo a San Casciano       | San Casciano in Val di Pesa, Toscana | siglo XIV          | Familia Borromeo                           | Desde 1957, la villa tiene un restaurante y actualmente es propiedad de Adele y Livia Zannoni. |
|        | Villa Borromeo d'Adda               | Arcore, Lombardía                    | XVII - siglo XVIII | Familia D'Adda                             | Desde 1980, las oficinas municipales de la ciudad de Arcore han estado ubicadas en la villa, mientras que el parque está abierto al público de forma gratuita. Desde 2010, los establos se utilizan para impartir el curso de restauración académica de la Academia Brera.                                                                                          |
|        | Villa d'Adda-Borromeo               | Cassano d'Adda, Lombardía            | siglo XVIII        | Familia D'Adda                             | Desde el siglo XIX hasta nuestros días, la villa es propiedad privada de la familia Borromeo. |
|        | Villa San Carlo Borromeo            | Senago, Lombardía                    | siglo XIV          | Familia Visconti                           | Desde 1629 hasta 1983, la villa fue propiedad de la familia Borromeo, desde entonces fue comprada por la Universidad Internacional del Segundo Renacimiento. También es sede de congresos, cursos, seminarios, reuniones de organismos públicos y privados, italianos y extranjeros, y, finalmente, un museo permanente y un museo para grandes exposiciones.       |
|        | Villa Visconti Borromeo Arese Litta | Lainate, Lombardía                   | siglo XVI          | Pirro I Visconti Borromeo                  | Después de la muerte de Giulio Visconti Borromeo Arese en la segunda mitad del siglo XVIII, la villa pasó primero a la familia Litta; luego, en 1872, al barón Ignazio Weill Weiss; nuevamente, en 1916, a su contable Erminio Riboni; y en 1932, a la familia Toselli. Finalmente, en 1970 fue comprado por el Municipio de Lainate, que lo convirtió en un museo. |